# Peucedanum lefeburia
Peucedanum lefeburia är en flockblommig växtart som beskrevs av Carl Georg Oscar Drude. Peucedanum lefeburia ingår i släktet siljor, och familjen flockblommiga växter. Inga underarter finns listade i Catalogue of Life.